# Kamaka Hawaii

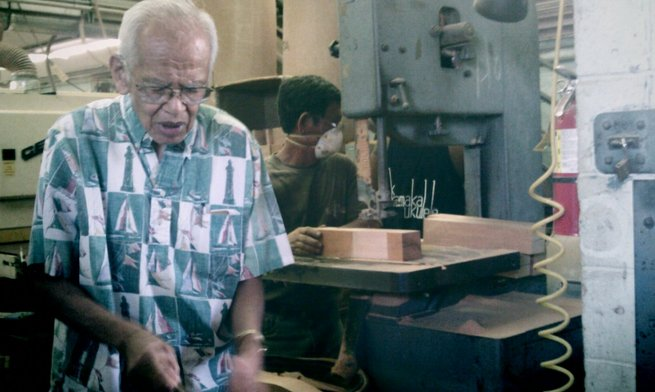
Kamaka Hawaii (2011)

Kamaka Hawaii, Incorporated, auch bekannt als Kamaka Ukulele oder schlicht Kamaka, ist ein hawaiischer Familienbetrieb, der Ukulelen herstellt.

## Geschichte
Die Firma wurde 1916 von Samuel Kamaka (1890–1953) gegründet. Als erster baute er Ukulelen in gerundeter Form einer Ananas (englisch: pineapple shape). 1928 ließ er diese Form patentieren. Heute wird sie von vielen anderen Herstellern imitiert.
Die Firma in Honolulu ist heute noch in Familienbesitz. Es handelt sich um das älteste noch existierende hawaiische Ukulelengeschäft. Die Firma erhielt verschiedene Preise und Ehrungen für ihr Engagement bei der Beschäftigung von Leuten mit Behinderung.
Neben Kanilea, Koʻolau und KoAloha gilt Kamaka als eine der vier K-Brands, die hochwertige Instrumente vollständig auf Hawaii fertigen. Dabei wird vorwiegend einheimisches Koa-Holz verwendet.
Ukulelen der Firma Kamaka werden von vielen professionellen Musikern gespielt, beispielsweise von Jake Shimabukuro, Eddie Vedder und George Harrison. Im Film 50 First Dates spielt Adam Sandler eine Kamaka-Ukulele.

## Auszeichnungen
Im Jahre 2000 wurde Samuel K. Kamaka in die Ukulele Hall of Fame aufgenommen, 2012 dann auch seine Söhne Sam Kamaka Jr. (* 1921) und Fred Kamaka Sr. (* 1924).